# Kościół św. Stanisława Biskupa i Męczennika w Klępiczu
Kościół św. Stanisława Biskupa i Męczennika w Klępiczu – zabytkowy, kamienno-ceglany, katolicki kościół parafialny, znajdujący się w centrum wsi Klępicz (powiat gryfiński).

## Historia
Obiekt wzniesiono w drugiej połowie XIII w., w okresie przejściowym od stylu romańskiego do gotyckiego. Przebudowano go w XVI i XVII wieku. Z tego czasu pochodzą szerokie otwory okienne. 20 czerwca 1974, biskup Jerzy Stroba erygował nową parafię z siedzibą we wsi. 

## Architektura
Kościół wzniesiony jest głównie z kamienia polnego i cegły, na planie prostokąta, bez wydzielonego prezbiterium. Wschodni szczyt ozdabiają blendy. Wieża jest nieco węższa od nawy i jest jedną z niewielu w tym rejonie zachowanych w wysokości pierwotnej. Oryginalne otwory okienne (sprzed przebudowy w XVI i XVII wieku) nie zachowały się. Wyposażenie jest skromne. Zachowany jest beczkowy strop, dzwon z XVI wieku, a także ołtarz wykonany wtórnie z prospektu organowego.